# Doug Woods
Doug Woods, né le 31 octobre 1947, est un ancien copilote de rallyes canadien.

## Biographie
Il débuta comme copilote pour la première fois en 1965 alors qu'il étudiait à l'Université, sur Studebaker Lark avec un ami étudiant. 
Il pratiqua par la suite l'autocross, et revint plus tardivement dans la baquet du siège passager en rallyes, gravissant les échelons jusqu'à concourir en championnat national à partir de 1968, remportant alors sa première grande victoire canadienne.
En 1969, il s'associa à l'Ontarien Walter Boyce.
En 1974, il fut directeur de course du Rallye de Rideau Lakes WRC, puis de plusieurs autres épreuves nationales et régionales canadiennes. 
Il est, jusqu'à présent, le seul copilote canadien à avoir remporté une épreuve du WRC, et reste encore en 2007 membre de la Commission de réglementation canadienne du championnat, et ingénieur gestionnaire de programme dans l'industrie de la défense de son pays.

## Palmarès
Sur 3 épreuves WRC disputées :

### Victoire en WRC
| Année | Épreuve                                | Vainqueur    | Copilote   | Voiture        |
| ----- | -------------------------------------- | ------------ | ---------- | -------------- |
| 1973  | 25eRallye Press on Regardless (P.O.R.) | Walter Boyce | Doug Woods | Toyota Corolla |

- Autres participations en WRC : rallye des 1000 lacs (Finlande) en 1973 avec l'américain Robert (Bob) L. Houriban sur Datsun 1800 SSS, et Rallye Press on Regardless en 1974 avec W. Boyce sur Toyota Corolla.

### Résultats en IMC
- - 6e en 1972 du Rallye Press on Regardless, avec W. Boyce, sur Toyota Tezik (Championnat International des Marques).

### Autres participations européennes
- Rallye d'Écosse et circuit de Donegal, avec Bob Houriban en 1973.

### Championnat du Canada des Rallyes
Quintuple vainqueur consécutif :
| Année | Pilote       | Copilote   |
| ----- | ------------ | ---------- |
| 1970  | Walter Boyce | Doug Woods |
| 1971  | Walter Boyce | Doug Woods |
| 1972  | Walter Boyce | Doug Woods |
| 1973  | Walter Boyce | Doug Woods |
| 1974  | Walter Boyce | Doug Woods |

### Quelques victoires notables
- Golden Triangle Rally (nommé Rallye de Rideau Lakes en WRC) : une fois (pilote W. Boyce);
- 1973 : Rocky Mountain Rally (1re édition - Toyota Corolla ; pilote W. Boyce);
- 1977 : Rallye Perce Neige (Toyota Corolla ; Pilote W. Boyce);